# Roger Bissière

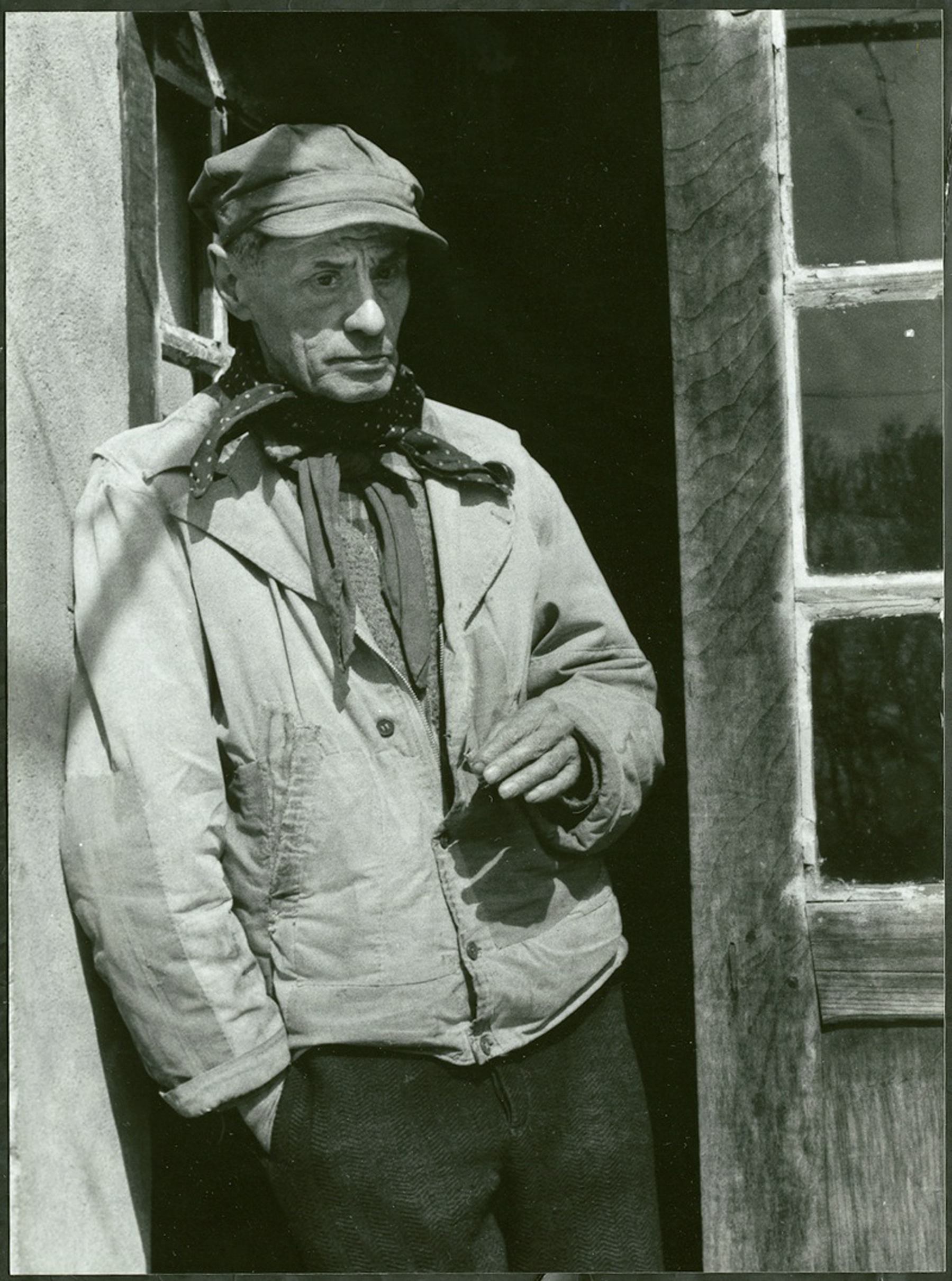
Roger Bissière (1960)

Roger Bissière (* 22. September 1886 in Villeréal, Département Lot-et-Garonne; † 2. Dezember 1964 in Boissirette, Département Lot) war ein französischer Maler des Tachismus und Glasmaler. Er begann in der Nachfolge des Kubismus und entwickelte unter dem Einfluss Paul Klees einen träumerisch-poetischen Stil. Schließlich kam er zu zartfarbigen, abstrakten Gebilden.

## Biographie
Roger Bissière wurde am 22. September 1886 in Villeréal geboren. Er zog um 1910 nach Paris, wo er 1922 kurzzeitig engen Kontakt zu Georges Braque und weiteren Vertretern des Kubismus pflegte. Von 1925 bis 1938 unterrichtete Bissière an der Académie Ranson in Paris, bis er sich 1939 dazu entschloss, in seine ländlich geprägte Heimat zurückzukehren. Dort schuf Bissière in den folgenden Jahren aufsehenerregende Kompositionen aus Stoffresten. Ab 1954 widmete er sich wieder verstärkt der Ölmalerei, wobei er in seinen Bildern häufig Naturerlebnisse auf abstrakte Art darstellte. 1960 stellte Bissière ein Glasfenster für die Kathedrale von Metz fertig, welches heute als sein Hauptwerk angesehen wird. Roger Bissière starb am 2. Dezember 1964 im Alter von 78 Jahren in Boissirette.
Bissière war Teilnehmer der documenta 1 (1955), der documenta II (1959) und auch der documenta III im Jahr 1964 in Kassel.
Zu Roger Bissières bekanntesten Schülern zählen Alfred Manessier, Jean Le Moal und Jean Bertholle.